# ティモシー・ミッチェル
ティモシー・ミッチェル（Timothy P. Mitchell）は、イギリス生まれの政治学者、中東研究者。コロンビア大学教授。
1955年生まれ。1977年、ケンブリッジ大学クイーンズ・カレッジ卒業。エジプト留学を経て、1984年、プリンストン大学で博士号取得。ニューヨーク大学教授を経て、2008年から現職。

## 著書
- Colonising Egypt, Cambridge University Press, 1988.

『エジプトを植民地化する――博覧会世界と規律訓練的権力』、大塚和夫・赤堀雅幸訳、法政大学出版局、2014年
- Rule of experts: Egypt, techno-politics, modernity, University of California Press, 2002.
- Carbon democracy: political power in the age of oil, Verso, 2011，2013.